# Google Tensor
Google Tensor ist eine vom US-amerikanischen Unternehmen Google entwickelte 64-bit Arm-basierte Reihe von Systems-on-a-Chip (SoCs), die für die hauseigenen Pixel-Smartphones sowie auch Kopfhörer eingesetzt werden. Erstmals eingesetzt wurde der Chip 2021 im Pixel 6 (Pro). Der neuste Chip, der Google Tensor G4, wird im Pixel 9 verbaut. Für Kopfhörer hat Google den Audioprozessor Tensor A1 entwickelt, welcher 2024 in den Pixel Buds Pro 2 debütierte.

## Geschichte

### Entwicklung von Co-Prozessoren ab 2016
Die Entwicklung eines von Google entworfenen SoC begann erstmals im April 2016. Google CEO Sundar Pichai und Hardware-Chef Rick Osterloh waren sich einig, dass es wahrscheinlich längere Zeit dauern würde, bis das Produkt fertig sei. Osterloh bestätigte in einem Interview mit The Verge im Jahr 2021, dass Google sich frühzeitig entschied einen eigenen SoC bauen zu müssen, da man die vollen Fähigkeiten von KI nicht durch Co-Prozessoren erreichen könne. Pichai fügte hinzu, dass Google auch versucht habe, die Grenzen mit Tensor Processing Units (TPU) zu erweitern, die speziell für KI-Dienste entwickelt wurden. 2017 stellte das Unternehmen ein Team von 76 Halbleiterforschern zusammen, das auf künstliche Intelligenz und maschinelles Lernen (ML) spezialisiert ist und seitdem an Größe zugenommen hat, um an dem Chip zu arbeiten.
Beginnend mit der 2017 veröffentlichten Pixel 2-Reihe begann Google eigens entwickelte Co-Prozessoren in seine Smartphones einzubauen. Der Pixel Visual Core (Pixel 2 und 3) und der Pixel Neural Core (Pixel 4) sollten bestimmte Aufgaben vom Hauptprozessor übernehmen. Der Visual Core diente als Co-Prozessor für computergestützte Fotografie, einschließlich HDR-Fotografie (Multi-Exposure High Dynamic Range), und der Neural Core war für allgemeinere Aufgaben des maschinellen Lernens vorgesehen, einschließlich computergestützter Bilder und Sprachverarbeitung für den Google Assistant.

### Entwicklung eines eigenen System-on-a-Chip seit 2020
Im April 2020 hatte Google erhebliche Fortschritte hin zu einem eigens entwickelten ARM-basierten Prozessor für ihre Pixel- und Chromebook-Geräte mit dem Codenamen Whitechapel gemacht. Bei Googles Mutterkonzern Alphabet Inc. hatte Google CEO Sundar Pichai während der vierteljährlichen Vorstellung der Quartalsergebnisse für Investoren im Oktober 2020 seine Begeisterung über die „tieferen Investitionen“ des Unternehmens in Hardware kundgetan, was von einigen als Anspielung auf Whitechapel interpretiert wurde. Zuvor war bestätigt worden, dass Whitechapel nicht rechtzeitig fertiggestellt werden würde, um in das Pixel 5 integriert zu werden, da Google erst im Frühjahr 2020 einen ersten Entwurf des Tensors erhalten hatte. Im April 2021 wurde berichtet, dass Whitechapel die nächsten Pixel-Smartphones von Google antreiben würde.
Offiziell vorgestellt wurde der Chip im August 2021 als Teil der Verkündung des Pixel 6 und Pixel 6 Pro. Somit sind diese Geräte die ersten Pixel-Smartphones, die nicht mehr auf die von Qualcomm entwickelten Snapdragon-Prozessoren setzen. Trotz Vermarktung als neu designter Chip baut der erste Tensor auf den von Samsung entwickelten Exynos-Chips auf, welche diesen auch für Google anfertigen.
Im Oktober 2022 wurde, während der Vorstellung des Google Pixel 7 und Pixel 7 Pro, der dazugehörige Prozessor vorgestellt. Google Tensor G2 ist der Nachfolger, welcher sich jedoch kaum vom Vorgänger unterscheidet. Nennenswerte Änderungen umfassen eine höhere Taktung, eine neuere GPU sowie ein neueres Exynos-Modem.
Am 4. Oktober 2023 stellte Google gemeinsam mit den Pixel 8 Geräten den neuen Tensor G3 vor, welcher vor allem mit seiner überarbeiten Kernkonfiguration den größten Unterschied zum Vorgänger darbietet.
Aufgrund eines Leaks sind nicht nur die erwarteten Pixel 9-Geräte, sondern auch der darin verbaute Prozessor, frühzeitig im Juni 2024 publik geworden. Die offizielle Veröffentlichung fand, anders als in den Vorjahren, am 13. August 2024 statt. Gleichzeitig hat Google auch den Tensor A1-Audioprozessor vorgestellt, welcher sich in den Pixel Buds Pro 2 befindet, wovon eine verbesserte Audioverarbeitung sowie eine verbesserte Geräuschunterdrückung profitieren soll.

## Design
Der Name Tensor bezieht sich auf die Technologie TensorFlow sowie auf die von Google entwickelten Tensor Processing Units. Der Chip wird vom Google Silicon-Team entwickelt, das in der Hardwareabteilung des Unternehmens unter der Leitung von Vice President und General Manager Phil Carmack zusammen mit Senior Director Monika Gupta in Zusammenarbeit mit der Forschungsabteilung des Unternehmens arbeitet.
Die Tensor-Chip-Architektur wurde als unübliche Octa-Core-Anordnung bezeichnet, die zwei große Kerne, zwei mittlere Kerne und vier kleine Kerne verwendet. Herkömmliche Octa-Core-SoCs verwenden einen großen, drei mittlere und vier kleine Kerne, um Single-Thread-Arbeitslasten zu optimieren. Laut Carmack soll die Tensor-Architektur stattdessen bei mittleren Arbeitslasten, wie zum Beispiel bei der Liveansicht der Kamera, effizient arbeiten. Anstelle von drei mittleren Kernen, die auf Höchstfrequenz laufen, lässt der Tensor seine zwei großen Kerne auf mittlerer Frequenz arbeiten.
Osterloh erklärte, dass die Leistung von Tensor mit Benchmarks schwer zu veranschaulichen ist, sondern stattdessen durch die Fähigkeiten charakterisiert werden sollte, die der Prozessor ermöglicht. Als Beispiel nennt er die Spracherkennung: „[Tensor] macht Dinge möglich, die vorher nicht möglich waren. [...] Die Spracherkennung ist nicht von dieser Welt. Wir haben viele technische Anstrengungen unternommen, um unsere Qualitätsmodelle für Rechenzentren zu verschieben und sie mithilfe der [edge]TPU auf dem Gerät auszuführen. [...] Und was rauskommt, ist etwas, dass 200 Wörter pro Minute erkennen kann.“
Mit Tensor G3 hat Google die Anordnung der Kerne abermals auf eine unübliche Nona-Core-Anordnung geändert. Ein großer Kern, vier mittlere Kerne sowie vier kleine Kerne mit höheren Taktungen als bei beiden Vorgängern.
Nach nur einer Iteration hat Google die neun Kerne des Vorgängers beim Tensor G4 wieder durch einen Acht-Kern-Prozessor ersetzen wird. Durch die nächste Generation armbasierter Cortex-Kerne wird eine höhere Taktfrequenz bei geringerem Stromverbrauch angestrebt. Dank einer neueren Gehäusetechnologie, FOWLP (Fan-out Wafer Level Packaging), wird außerdem erwartet, dass sich die Hitzeentwicklung ebenfalls verbessern wird.

## Versionen
Zurzeit gibt es drei Versionen des Google Tensors. Verbaut sind diese in allen Google Smartphones und Tablets ab 2021.
| Name             | Herstellungs-prozess | ISA       | Multi-Kern-Konfiguration | CPU (Primär)           | CPU (Sekundär)                                        | GPU           | LTE-Modem                  | Konnektivität      | RAM                   | ISP     | Jahr | Geräte                                                       |
| ---------------- | -------------------- | --------- | ------------------------ | ---------------------- | ----------------------------------------------------- | ------------- | -------------------------- | ------------------ | --------------------- | ------- | ---- | ------------------------------------------------------------ |
| Google Tensor    | 5 nm LPE             | ARMv8.2-A | Octa-Core (2+2)+4        | Cortex-X1 2.80GHz Dual | Cortex-A76 2.25GHz Dual + Cortex-A55 1.80GHz Quad     | Mali-G78 MP20 | Exynos 5123                | Wi-Fi 6 / Wi-Fi 6E | 8 GB / 12 GB LPDDR5   | edgeTPU | 2021 | Pixel 6 / Pixel 6 Pro / Pixel 6a                             |
| Google Tensor G2 | 5 nm                 | ARMv8.2-A | Octa-Core (2+2)+4        | Cortex-X1 2.85GHz Dual | Cortex-A78 2.35GHz Dual + Cortex-A55 1.80GHz Quad     | Mali-G710 MP7 | Exynos 5300                | Wi-Fi 6 / Wi-Fi 6E | 8 GB / 12 GB LPDDR5   | edgeTPU | 2022 | Pixel 7 / Pixel 7 Pro / Pixel 7a / Pixel Tablet / Pixel Fold |
| Google Tensor G3 | 4 nm LPP             | ARMv9.0-A | Nona-Core (1+4+4)        | Cortex-X3 2.91GHz      | Cortex-A715 2.37GHz Quad + Cortex-A510 1.70GHz Quad   | Mali-G715     | Exynos 5300 (überarbeitet) | Wi-Fi 7            | 8 GB / 12 GB LPDDR5X  | edgeTPU | 2023 | Pixel 8 / Pixel 8 Pro / Pixel 8a                             |
| Google Tensor G4 | 4 nm LPP+            | ARMv9.2-A | Octa-Core (1+3+4)        | Cortex-X4 3.10GHz      | Cortex-A720 2.60GHz Triple + Cortex-A520 1.92GHz Quad | Mali-G715 MP7 | Exynos 5400                | Wi-Fi 7            | 12 GB / 16 GB LPDDR5X | edgeTPU | 2024 | Pixel 9 / Pixel 9 Pro (XL) / Pixel 9 Pro Fold                |

## Eigenschaften

### Google Tensor
Google hat für den neuen Prozessor eigens die namensgebende edgeTPU entwickelt. Ein Chip, welcher Anwendungen rund um maschinelles Lernen beschleunigt. Im Vergleich zu anderen modernen SoCs, wie dem Snapdragon 888 oder dem Apple A15 Bionic, konnte der Google Tensor bei ML-Aufgaben bis zu viermal so gut abschneiden.
Beim Aufnehmen von Fotos verwendet das Smartphone beide Kameras, um sicherzustellen, dass Gesichter nicht verschwommen aufgenommen werden. Außerdem werden durch Real Tone verschiedene Hautfarben akkurater dargestellt, Nachtaufnahmen werden schneller ausgeführt und der magische Radierer ermöglicht es, Dinge aus einem Bild nachträglich zu entfernen.
Des Weiteren ermöglicht die erste Generation des Tensors aufgenommene Stimmen nicht nur in Echtzeit zu transkribieren, sondern auch mehrere Stimmen voneinander zu unterscheiden. Texte lassen sich nativ in Anwendungen in verschiedene Sprachen übersetzen.

### Google Tensor G2
Die im Vorgänger eingeführte edgeTPU arbeitet nun 20 % effizienter und ist bis zu 60 % stärker. Dabei wird der Prozessor nicht so heiß wie sein Vorläufer.
Eines der neuen Features des Tensor G2 ist es beim Aufnehmen von Videos eine künstliche Schärfentiefe zu erzeugen. Ebenso wird auf den Pixel 7 Geräten das neue Feature Scharfzeichnen in Google Fotos eingebunden, welches es ermöglicht Gesichter auf bereits aufgenommenen Fotos nachträglich mithilfe des weiterentwickelten Tensors G2 zu schärfen.

### Google Tensor G3
Der neue Prozessor ermöglicht eine Vielzahl neuer Funktionen im Foto-, Video-, KI- und ML-Bereich. Das komplexeste KI-Modell auf dem Prozessor ist, laut Google, 150 Mal komplexer als es noch im Vorgänger der Fall war.
Vom neuen Chip profitiert bspw. die Spracherkennung, welche nun verschiedene Sprechgeschwindigkeiten sowie Unterbrechungen differenzieren kann; außerdem können Webseiten nun auf dem Gerät vorgelesen und übersetzt werden. Die Qualität der Spracherkennung sei nun auf demselben Level wie die der eigenen Google-Server.
Neue Features sind unter anderem Beste Aufnahme, womit sich Gesichter von Menschen austauschen lassen, sofern mehrere Fotos hintereinander aufgenommen wurden. Auch der Magische Editor ist nun verfügbar. Mit diesem lassen sich Dinge in Bildern bewegen, skalieren und farblich anpassen. Ebenfalls durch den neuen Prozessor ermöglicht worden, ist der Magische Audio-Radierer, welcher verschiedene Geräusche aus Videos entfernen kann.
Das Feature Real Tone wird nun (bisher nur für Fotos verfügbar) auch in Videos angewandt.
Erstmal unterscheidet Google auch zwischen den Software-Features der Standard-Pixel-Version und der Pro-Version. Auf dem Google Pixel 8 Pro werden nämlich noch Nachtsichtvideo, ein verbesserter Magischer Radierer, als auch eine Funktion, welche es ermöglicht Bilder mit KI-Upscaling zu vergrößern, angeboten.

### Google Tensor G4
In synthetischen Benchmarks schneidet der Tensor G4 etwa 10 % besser ab als sein Vorgänger. Jedoch hat Google erneut den Fokus auf ML- und KI-Aufgaben gelegt. So erreicht der Tensor G4 eine „branchenführende“ Ausgabegeschwindigkeit von 45 Token pro Sekunde. Dank des neueren Prozessors wird außerdem eine 20 % längere Akkulaufzeit versprochen.
Neue Features auf den Pixel 9-Geräten sind unter anderem eine neue Bildverarbeitungspipeline, die noch bessere Belichtung und Schärfe verspricht, KI-generierte Stichpunkte aus einem Telefonat, offline Bildgenerierung, sowie eine Vielzahl neuer Möglichkeiten Bilder während des Aufnehmens (bspw. Mich hinzufügen) oder nachträglich (verbesserter Magischer Editor) zu bearbeiten.

## Rezeption

### Google Tensor
Die erste Generation des Tensors wurde weitgehend positiv aufgenommen. Jordan Palmer von Tom’s Guide lobt die verbesserten Videoaufnahmen sowie die KI-Features beim Pixel 6. Gleiches loben Marques Brownlee sowie Julian Chokkattu von Wired. Lily Hay Newman hebt die Sicherheitsfähigkeiten des Chips als einen der stärksten Verkaufspunkte hervor. Jacon Krol von CNN unterstreicht die flüssige und schnelle Performance.
Jimmy Westenberg von Android Authority’s kritisiert die hohen Temperaturen sowie die schwierige Einschätzung der Langlebigkeit des Chips, trotz guter KI-Leistung. Ryne Hager von Android Police ist mit der Leistung des Chips zufrieden, kritisiert allerdings, dass Google nicht noch länger Updates biete in Anbetracht der Tatsache, dass nun keine Qualcomm-Chips mehr verbaut würden. TechRadar-Autor James Peckham hebt den Tensor als entscheidendes Feature hervor. David Lumb beschreibt die Performance als „stark, aber nicht Spitze“.

### Google Tensor G2
iKnowReview lobt die erneut flüssige Performance, Verbesserungen beim Fotografieren sowie die geringere Hitzeentwicklung. Marques Brownlee sieht die deutlich schnellere KI-Performance sowie die gesteigerte Effizienz positiv.
Robert Triggs kritisiert die GPU des Tensors, welche in manchen Szenarien gar schlechter als der Vorgänger ist.

### Google Tensor G3
Die dritte Iteration wird von DigitalTrends gemischt aufgenommen. Zwar wird die erneut leicht verbesserte geringere Hitzeentwicklung positiv aufgenommen, jedoch ist sich DigitalTrends nicht sicher, ob die im Vergleich zur Konkurrenz eine Generation veraltete Hardware im Stande ist, die sieben Jahre garantierte Software-Updates für die Pixel-8-Geräte durchzuhalten.

### Google Tensor G4
Die Verbesserungen der Vorgänger werden erneut fortgesetzt. So hält The Verge fest, dass das Gerät deutlich weniger heiß wird als noch der Tensor G3. Tom’s Guide kann die von Google versprochene längere Akkulaufzeit in einem Test nachweisen und ist positiv angetan von der Ausdauer des Chips.